# Poa pringlei
Poa pringlei là một loài cỏ trong họ hòa thảo, thuộc chi poa.